# دعاية الحرب الإسبانية الأمريكية

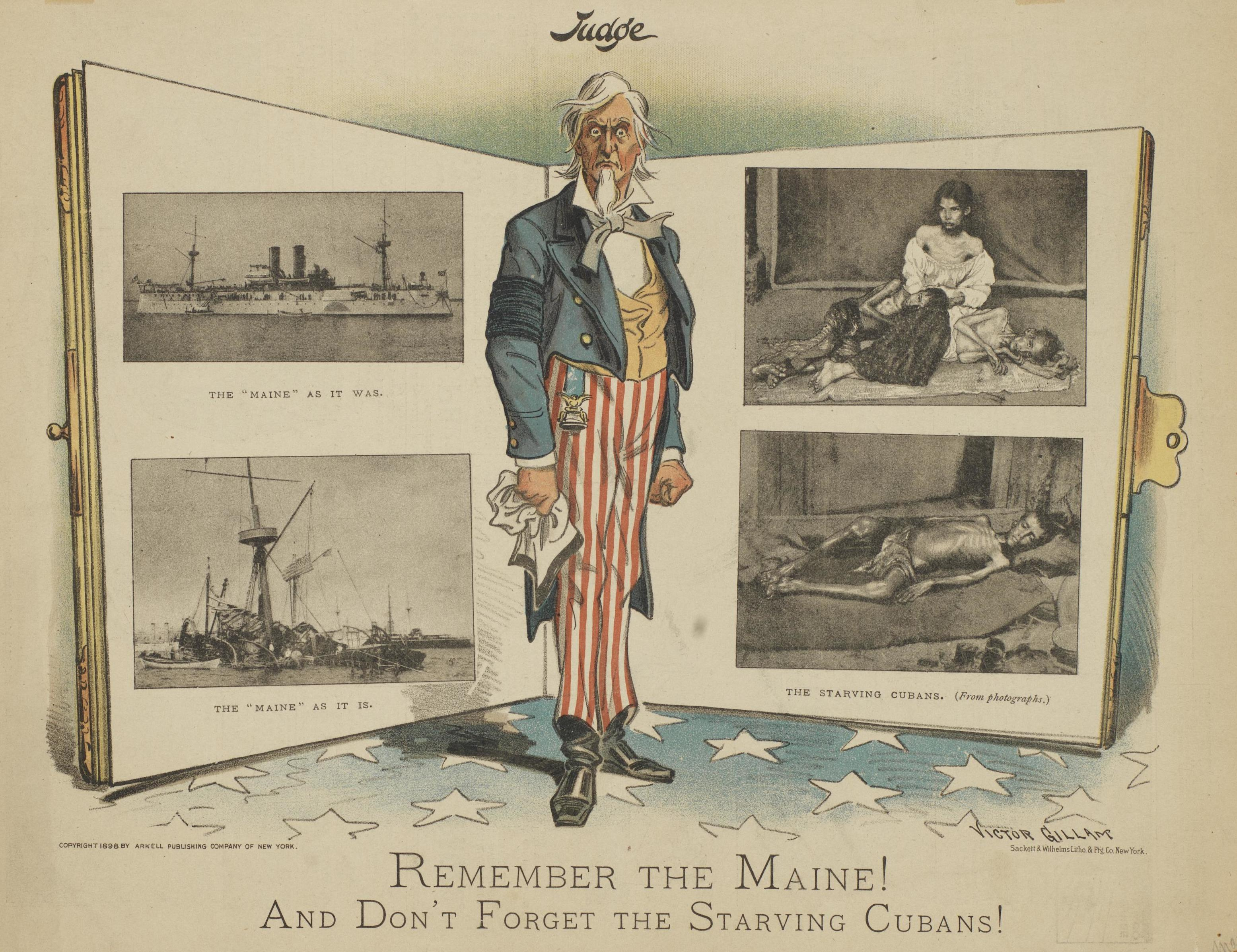
منشور أمريكي نُشر عام 1898: "تذكروا مين! ولا تنسوا الجائعين في كوبا!"

تعتبر الحرب الإسبانية الأمريكية (أبريل-أغسطس 1898) نقطة تحول في تاريخ الدعاية وبدايةً لممارسة الصحافة الصفراء.
كانت هذه الحرب هي النزاع الأول الذي سرّع فيه تدخل وسائل الإعلام بالمعارك العسكرية. نشأت الحرب بسبب وجود مصلحة للولايات المتحدة بنشوب تمرد بين الجيش الإسباني ومواطني مستعمرتها الكوبية. أشعلت الصحف الأمريكية نيران الاهتمام بالحرب من خلال فبركة الأعمال الوحشية التي بررت التدخل في عدد من المستعمرات الإسبانية في جميع أنحاء العالم.
ضغطت عدة قوى داخل الولايات المتحدة من أجل نشوب حرب مع إسبانيا. كانت تكتيكاتهم واسعة النطاق وهدفهم هو جذب رأي الشعب الأمريكي بأي طريقة ممكنة. دخل رجال مثل ويليام راندولف هارست، مالك صحيفة ذا نيويورك، في حرب تداول مع جوزيف بالتيزر مالك صحيفة ذا نيويورك وورد واعتبرا النزاع وسيلة لبيع نسخ من الصحف. نشرت العديد من الصحف مقالات من النوع الذي يروج أخبارًا مثيرة وأرسلت مراسلين إلى كوبا لتغطية الحرب. كان على المراسلين التهرب من السلطات الإسبانية؛ وعادة ما كانوا غير قادرين على الحصول على أخبار موثوقة واعتمدوا في قصصهم بشكل كبير على المخبرين. اشتقت العديد من القصص من روايات من جهات ثانية وثالثة، وكانت إما تُفصل أو تُحرّف أو تُلفق بالكامل من قبل الصحفيين لتعزيز تأثيرها الدرامي. أراد ثيودور روزفلت، الذي كان مساعد وزير البحرية في ذلك الوقت، استخدام النزاع لشفاء الجراح التي ما تزال جديدة من الحرب الأهلية الأمريكية، ولزيادة قوة البحرية الأمريكية، إلى جانب تعزيز وجود الولايات المتحدة على الساحة العالمية.

## خلفية
لطالما كانت الولايات المتحدة مهتمة بضم كوبا إليها من الإمبراطورية الإسبانية المتداعية. بتشجيع من جون لوسوليفان، عرض الرئيس جيمس بولك شراء كوبا من إسبانيا مقابل 100 مليون دولار في عام 1848، لكن إسبانيا رفضت بيع الجزيرة. استمر أوسوليفان بمفرده بجمع المال من أجل تعطيل الحملات، وأوقع نفسه في مشكلة قانونية في النهاية.
ظل التعطيل يمثل مصدر قلق كبير للرؤساء الذين تبعوا بولك. حاول الرؤساء اليمينيون وهم زاكاري تيلور وميلارد فيلمور قمع الحملات. عندما استعاد الديمقراطيون السيطرة على البيت الأبيض في عام 1852 بعد انتخاب فرانكلين بيرس، حصلت محاولات التعطيل التي قام بها جون إيه.كويتمان من أجل الحصول على كوبا، على الدعم المؤقت من الرئيس. لكن بيرس تراجع عن هذا الدعم، وبدلًا من ذلك جدد عرضه في شراء الجزيرة هذه المرة مقابل مبلغ قدره 130 مليون دولار. عندما علم الشعب ببيان أوستند في عام 1854، الذي ناقش فيه أنه يمكن للولايات المتحدة أن تستولي على كوبا بالقوة في حال رفضت إسبانيا بيعها، كان ذلك فعالًا في إيقاف محاولات السعي من أجل الحصول على الجزيرة. ربط الشعب في حينها التوسع بالعبودية؛ وإذا كان فكر (مصطلح) القدر المتجلي قد حظي سابقًا بموافقة واسعة الانتشار، فإن ذلك لم يعد بعدها صحيحًا.
وضع اندلاع الحرب الأهلية الأمريكية حدًا مؤقتًا لمحاولات التوسع، ولكن مع تلاشي الحرب الأهلية لتصبح جزءًا من التاريخ، عاد مصطلح القدر المتجلي إلى الظهور لفترة قصيرة. في الانتخابات الرئاسية الأمريكية لعام 1892، أعلن برنامج الحزب الجمهوري: «نعيد تأكيد موافقتنا على مبدأ مونرو ونؤمن بتحقيق القدر المتجلي للجمهورية بأوسع معانيه». بعد استعادة الجمهوريين للبيت الأبيض في عام 1896 وعلى مدى السنوات الست عشرة التي حافظوا عليه فيها، كان القدر المتجلي يُذكر فيها للتشجيع على التوسع الخارجي.
كان الوضع متوترًا بوضوح قبل الحرب الأهلية الإسبانية الأمريكية. دعا بعض العاملين في وسائل الإعلام، مثل ويليام راندولف هارست، وبعض أفراد الجيش إلى تدخل الولايات المتحدة من أجل مساعدة الثوار في كوبا. تأرجح الرأي الأمريكي بشكل كبير وبدأت العدائية تجاه إسبانيا تتصاعد. نشرت الصحف الأمريكية قصصًا من النوع الذي يروج لأخبار مثيرة تصور الفظائع الملفقة التي ارتكبها الإسبان. غالبًا ما انعكست تلك القصص على كيفية ترحيل آلاف الكوبيين إلى الأرياف في معسكرات الاعتقال. استخدمت العديد من القصص صورًا لجرائم قتل، وذبح واغتصاب مروعة. كانت تحدث خلال هذا الوقت أعمال شغب في هافانا من قبل أولئك المتعاطفين مع الإسبان. دُمرت مطابع الصحف التي كانت تنتقد أفعال الجيش الإسباني.

## الدعاية ووسائل الإعلام
قبل غرق سفينة يو إس إس مين، نُقل عن أحد مراسلي وسائل الإعلام الأمريكية المتمركزين في كوبا قوله إن الشعب الأمريكي كان يتعرض لخداع كبير من قبل المراسلين المُرسلين لتغطية الثورة. ووفقًا له فإنه كان يتم الحصول على الغالبية العظمى من القصص من خلال جهة خارجية ينقلها غالبًا المترجمون والمخبرون الكوبيون على مراحل. كان هؤلاء الأشخاص غالبًا متعاطفين مع الثورة وكانوا يشوهون الحقائق من أجل إلقاء ضوء إيجابي على الثورة. عادة ما كانت تتحول المناوشات الصغيرة الروتينية إلى معارك. صوّر الاضطهاد الكوبي من خلال المعاملة الوحشية والتعذيب والاغتصاب وحوادث النهب الكبيرة التي تقوم بها القوات الإسبانية. كشفت هذه القصص عن أكوام من الرجال والنساء والأطفال الموتى المتروكين على جانب الطريق. نادرًا ما اهتم المراسلون بالتأكد من الحقائق؛ كانوا ينقلون القصص ببساطة إلى محرريهم في الولايات، حيث يتم نشرها بعد مزيد من التحرير والتشويه. أصبح هذا النوع من الصحافة معروفًا بالصحافة الصفراء. اجتاحت الصحافة الصفراء الأمة وساعدت دعايتها بتعجيل العمل العسكري للولايات المتحدة. أرسلت الولايات المتحدة قوات إلى كوبا إلى جانب عدة مستعمرات إسبانية أخرى في جميع أنحاء العالم.